# Viki
Rakuten Viki es un sitio web de transmisión de video estadounidense. Transmite videos de manera similar a otros servicios, pero también permite a los usuarios subtitular contenido disponible en 200 idiomas y ofrece programación original. Con sede en San Mateo, cuenta con oficinas en Singapur, Tokio y Seúl.
El nombre Viki es un acrónimo de las palabras video y Wiki, que se basa en el uso de voluntarios por parte de estas últimas empresas para la gestión de contenido. La empresa ganó el premio Crunchie a la mejor empresa emergente internacional en enero de 2011.

## Servicios
Viki Pass: Viki Pass es un servicio de suscripción mensual que esta debido en dos tipos. 
Viki Pass Plus: Que cuenta con series de Kocowa y todo lo incluido en el Viki Pass Standard¨.
Viki Pass Standard: Cuenta con series exclusivas, no tiene anuncios y puedes ver series en HD

## Historia

### 2007 - 2012; Inicios
Viki fue fundado en 2007 por Razmig Hovaghimian, Changseong Ho, Jiwon Moon La financiación de la empresa provino originalmente de Neoteny Labs, un fondo de puesta en marcha de Singapur encabezado por Joichi Ito, y del cofundador de LinkedIn, Reid Hoffman.
La empresa se mudó a Singapur en 2008 para aprovechar el respaldo del gobierno y el papel de la ciudad-estado como centro panasiático. En diciembre de 2010, Viki salió de la fase beta de su software y puso sus servicios a disposición del público en general.[5] Fue comprado por Rakuten en 2013.
En septiembre de 2011, Viki presentó una nueva aplicación para iPhone llamada Viki On-The-Go, que permite a los usuarios ver contenido en sus teléfonos inteligentes. La compañía también se asoció con Samsung del Sudeste Asiático ese año para desarrollar una aplicación para Android. Viki.com obtuvo 14 millones de visitas únicas en agosto de 2011. Viki recaudó $20 millones de Greylock Partners, Andreessen Horowitz y BBC Worldwide en octubre de ese año.
En mayo de 2012, Viki anunció acuerdos con Warner Music Group, SEED Music Group de Taiwán y LOEN Entertainment de Corea del Sur, trayendo miles de videos musicales al sitio. En ese mismo mes, BBC Worldwide anunció una extensión de su relación con Viki, incluido un acuerdo para trabajar con la empresa en publicidad.[8]
En julio de 2012, Viki firmó un acuerdo no exclusivo con la red social china Renren, en el que Viki proporcionaría un sitio de videos para la red social llamada VikiZone. El acuerdo incluye solo una parte del catálogo de Viki y se ofrece de forma gratuita.[11]

### 2013 - presente; Compra por Rakuten
En el año siguiente a su adquisición por parte de Rakuten, Viki pasó de aproximadamente 22 millones de usuarios activos mensuales con 10 millones en dispositivos móviles a 35 millones de usuarios activos mensuales y 25 millones de usuarios móviles.
La empresa tiene una lista de socios para obtener contenido original, incluida BBC Worldwide. La empresa también firmó acuerdos de distribución para su contenido original con Hulu, Netflix, Yahoo!, MSN, NBC y A&E, así como con TVB en Hong Kong, SBS en Corea del Sur, Fuji TV en Japón y Amedia en Rusia.